# Энгквист, Лейф
Лейф Энгквист (швед. Leif Engqvist; родился 30 июля 1962 года в Дальбю, Швеция) — шведский футболист, полузащитник. Известен по выступлениям за «Мальмё», «Треллеборг» и сборную Швеции. Участник чемпионата мира 1990 года, а также Олимпийских игр в Сеуле.

## Клубная карьера
Энгквист начал карьеру в футбольной школе клуба из родного города «Лундс». В 1985 году он подписал своё первый профессиональный контракт с командой «Мальмё». В первом сезоне Лейф нечасто выходил на поле и пытался завоевать место в основном составе. Во втором сезоне Энгквист был переведен из защиты в опорную зону и стал получать больше игрового времени. В том же году он выиграл Аллсвенкан лигу в составе «Мальмё» и стал обладателем Кубка Швеции. В 1988 году Лейф снова стал чемпионом, а через год ещё раз завоевал национальный кубок. В 1989 году в ответном матче Лиги чемпионов против миланского «Интера» он забил гол, который позволил его клубу пройти в следующий раунд.
В 1992 году Энгквист перешёл в «Треллеборг». В новом клубе он провёл два сезона, после чего завершил карьеру в возрасте 31 года. В 2013 году возглавил свой родной клуб «Лундс БК».

## Международная карьера
В 1988 году Энгквист в составе олимпийской команды принял участие в Олимпийских играх в Сеуле. На турнире он сыграл в матчах против команд Китая, Германии и Италии. В 1990 году Лейф выступил на чемпионате мира в Италии. Он сыграл во встрече против сборной Коста-Рики.

## Достижения
Командные
«Мальмё»
- Чемпион Швеции (2): 1986, 1988
- Обладатель Кубка Швеции (2): 1986, 1989